# Dina: Proročanstvo
Dina: Proročanstvo (eng. Dune: Prophecy) je nadolazeća američka znanstvenofantastična televizijska serija smještena u Dina svemiru stvorenom od strane Franka Herberta, za streming platformu Max. Usredotočujući se na podrijetlo Bene Gesserit, ekskluzivnog i moćnog sestrinstva koje prolazi intenzivnu fizičku obuku i mentalnu kondiciju kako bi se stekle nadljudske sposobnosti, odvija se otprilike 10 000 godina prije događaja Herbertovog romana Dina (1965.) i služi kao prednastavak filma Dina iz 2021. Seriju producira Legendary Television, a Alison Schapker služi kao showrunner, scenaristica i izvršna producentica.
Tijekom stjecanja televizijskih i filmskih prava Legendary Entertainmenta 2016. godine za franšizu Dine, započeli su razvoj dvodijelne filmske adaptacije, a Denis Villeneuve je bio redatelj do 2017. godine. Legendary Television naručila je seriju 2019. godine, kao spin-off projekt iz Villeneuveovih filmova. Do 2019. pridružile su se razne kreativne ličnosti, a nakon kreativnih remonta, Schapker je postala voditeljica emisije s Annom Foerster koja je do lipnja 2023. bila redateljica više epizoda. U međuvremenu, casting se odvijao od studenoga 2022. do lipnja 2023. godine. Snimanje je započelo studenoga 2022. u Budimpešti i Jordanu, a završeno do prosinca 2023.
Premijera se prikazuje na streaming platformi HBO Max od 17. studenoga 2024, u Hrvatskoj dan kasnije. U prosincu 2024. serije je obnovljena za drugu sezonu.

## Radnja
Smještena 10,000 godina prije događaja „Dine”, serija prati dvije sestre Valyu i Tulu Harkonnen dok se bore protiv snaga koje prijete budućnosti čovječanstva i osnivaju legendarnu sektu.

## Glumačka postava

### Glavni likovi
- Emily Watson kao Valya Harkonnen, vođa Sestrinstva
  - Jessica Barden kao mlada Valya, ambiciozna, tvrdoglava i snažna žena koja "sanja o vraćanju plemićkog statusa svoje obitelji".
- Olivia Williams kao Tula Harkonnen, Valyina sestra i časna majka
  - Emma Canning kao mlada Tula
- Jodhi May kao Empress Natalya, zastrašujuća kraljevska obitelj koja je ujedinila tisuće svjetova u svom braku s carem Corrinom."
- Sarah-Sofie Boussnina kao Princeza Ynez, neovisna mlada princeza koja se nosi s pritiscima svoje odgovornosti kao nasljednica prijestolja Zlatnog lava.
- Shalom Brune-Franklin kao Mikaela, slobodna žena snažne volje koja služi kraljevskoj obitelji dok čezne za rodnim planetom koji nikada nije poznavala.
- Faoileann Cunningham kao Sestra Jen, žestoka, nepredvidiva pomoćnica na obuci u Školi sestrinstva koja rijetko otkriva svoju emocionalnu srž.
- Aoife Hinds kao Sestra Emeline, revna akolita koja potječe iz dugog niza mučenika, koja gorljivu vjeru prenosi na svoju obuku u Sestrinstvu.
- Chloe Lea kao Lila, najmlađa pomoćnica u Školi sestrinstva s dubokom empatijom iznad svojih godina.
- Travis Fimmel kao Desmond Hart, karizmatični vojnik zagonetne prošlosti, koji nastoji steći carevo povjerenje na štetu Sestrinstva.
- Mark Strong kao Car Javicco Corrino, čovjek iz velike loze ratnih careva, koji je pozvan da upravlja Carstvom i upravlja krhkim mirom.
- Jade Anouka kao Sestra Theodosia, talentirana i ambiciozna pomoćnica u Sestrinstvu koja krije opasnu tajnu o svojoj prošlosti.
- Chris Mason kao Keiran Atreides, majstor mačeva čija je ambicija da opravda svoje obiteljsko ime poremećena kada uspostavi neočekivanu vezu s članom kraljevske obitelji.

### Sporedni likovi
- Josh Heuston kao Constantine Corrino, izvanbračni sin Javicca koji je rastrgan između traženja očevog odobrenja i vlastite sreće.
- Edward Davis kao Harrow Harkonnen, političar u usponu iz nekoć velike obitelji, koji gaji snažnu želju da uzdigne svoju kuću do nekadašnje slave.
- Tabu kao Sestra Francesca, moćna Bene Gesserit i careva bivši ljubavnica, čiji povratak u palaču narušava ravnotežu snaga u glavnom gradu.
  - Charithra Chandran kao mlada Francesca, čiji se rani život i romansa s carem vide u flashbackovima.
- Jihae kao Reverend Mother Kasha, careva Istinogovornica, čija je odanost Sestrinstvu dovedena u pitanje.
  - Yerin Ha kao mlada Kasha

### Gostujući likovi
- Cathy Tyson kao poglavarica Raquella Berto-Anirul
- Camilla Beeput kao časna majka Dorothea
- Charlie Hodson-Prior kao Pruwet Richese

## Pregled serije
| Sezona | Sezona | Epizoda | Epizoda | Izvorno prikazivanje | Izvorno prikazivanje | Hrvatsko emitiranje | Hrvatsko emitiranje |
| Sezona | Sezona | Epizoda | Epizoda | Premijera            | Finale               | Premijera           | Finale              |
| ------ | ------ | ------- | ------- | -------------------- | -------------------- | ------------------- | ------------------- |
|        | 1.     | 10      | 10      | 17. studenoga 2024.  | 22. prosinca 2024.   | 18. studenoga 2024. | 23. prosinca 2024.  |

### Prva sezona
| Br. | Naslov                  | Redatelj         | Scenarist                                    | Originalno prikazivanje | Hrvatsko prikazivanje |
| --- | ----------------------- | ---------------- | -------------------------------------------- | ----------------------- | --------------------- |
| 1.  | "The Hidden Hand"       | Anna Foerster    | Diane Ademu-John                             | 17. studenoga 2024.     | 18. studenoga 2024.   |
| 2.  | "Two Wolves"            | John Cameron     | Elizabeth Padden i Kor Adana                 | 24. studenoga 2024.     | 25. studenoga 2024.   |
| 3.  | "Sisterhood Above All"  | Richard J. Lewis | Monica Owusu-Breen i Jordan Goldberg         | 1. prosinca 2024.       | 2. prosinca 2024.     |
| 4.  | "Twice Born"            | Richard J. Lewis | Kevin Lau i Suzanne Wrubel                   | 8. prosinca 2024.       | 9. prosinca 2024.     |
| 5.  | "In Blood, Truth"       | Anna Foerster    | Carlito Rodriguez i Leah Benavides Rodriguez | 15. prosinca 2024.      | 16. prosinca 2024.    |
| 6.  | "The High-Handed Enemy" | Anna Foerster    | Elizabeth Padden i Suzanne Wrubel            | 22. prosinca 2024.      | 23. prosinca 2024.    |

## Vanjske poveznice
- Službena stranica
- Dina: Proročanstvo u internetskoj bazi filmova IMDb-a